# Minas de Potosí
As Minas de Potosí localizam-se no cerro de Potosí, no Alto Peru, atual Departamento de Potosí, na Bolívia.
Constituíram-se no principal centro produtor de prata em toda a América, durante o período colonial.
As jazidas foram descobertas casualmente, em 1545, por um indígena chamado Hualpa ou Gualca. Neste mesmo ano foi registrada uma primeira mina, que o espanhol Juan de Villarroel denominou Descoberta. Ao final do século XVIII contavam-se cerca de 5 mil bocas de mina, produzindo anualmente 250 a 300 mil marcos de prata.
A sua exploração em grande escala foi possibilitada pela descoberta, em 1563, de jazidas de mercúrio em Huancavelica.
O sistema de exploração mineira era baseado no trabalho indígena, por meio da mita.
A prata foi o produto americano mais apreciado pela metrópole, tendo a sua extração usufruido de extraordinários benefícios fiscais. Apesar disso, estima-se que 1/3 da produção tenha circulado às margens dos controles fiscais.
Ainda hoje existem pessoas trabalhando nas minas devotas á el tio(diabo)mesmo pertencendo a religião cristã, essas pessoas principalmente continuam lá porque querem dignidade para familia.